# Сакеллий
Сакеллий (греч. ό Σαχελλίου) — чин константинопольской церкви, в Средние века занимал пятое место в первой пятерице (пентаде). Сакеллий вместе со своим советом заведовал приходскими церквами, наблюдая за их хозяйственной частью, за чистотой и благочинием в них, а также за исправным отправлением приходскими клириками своих обязанностей. Преступных клириков с согласия патриарха сакеллий заключал в патриаршую темницу и подвергал наказаниям. Об обнаруженном при надзоре за приходскими церквами сакеллий ежегодно давал отчёт патриарху. Ближайшим помощником сакеллия был начальник церквей (греч. ό άρχων τών εκκλησιών), занимавший второе место в пятой пятерице должностей константинопольской церкви. В списках чинов говорится, что сакеллий стоит во время богослужения в алтаре для услуг патриарху; но в чём именно состояли эти услуги — неизвестно. Чин сакеллия был диаконский.